# 番洋
番 洋（ばん ひろし、1943年7月25日 - ）は石川県金沢市出身の日本人画家。
宮本三郎に師事し、警察官時代に襲撃され視力を失い、隻眼の画家として活動。

## 主な経歴
- フランス国立ピカソ美術館特別名誉会員[1]推挙
- フランス国立シャガール美術館正会員[1]推挙
- フランスニースカーニバル特別展 特別名誉市民賞受賞
- フランスニース市 特別名誉市民[1]
- ベルギー国際現代芸術アカデミー永久正会員[1]
- フランス国立シャガール美術館賞 出品作：油彩50号 コンポジションシリーズ
- ニース国際絵画・彫刻グランプリ展 南フランス州知事賞 出品作：油彩40号 彷徨シリーズ
- フランス国際展栄誉会員に推挙（栄誉会員賞状を受ける）
- ローマ・バチカン国立美術館2000年祭コンテスト バチカンに6名ノミネートされ推挙 出品作：油彩150号 彷徨

## 主な受賞歴
1995年
- フィレンツェ市長賞及びモンテルポフェスティバル賞
- 第109回フランス サロン・ド・プランタン展 リヨン市長賞
- フランス国立ピカソ美術館特別名誉会員[1]推挙
- フランス国立シャガール美術協会正会員[1]推挙

1996年
- ベルギー国際現代美術アカデミー展 金賞

1997年
- 第1回国際新鋭作家コンクール 特別優秀賞
- 国際実力作家ビエンナーレ展 シャガール美術館賞
- 国際美術大賞ブルガリア展 国際審査委員会特別賞
- ニース国際絵画・彫刻グランプリ展 南フランス州知事賞
- フランス国際現代作家展1997 金賞 市長賞
- フランス アート＆ハンドクラフト国際サロン 芸術特別賞

1998年
- 第111回フランス・サロン・ド・プランタン 金賞
- 中・日・欧国際文化交流展98北京 金賞
- 青枢会25周年記念展 国際文化交流功労特別大賞
- ベルギー国際現代芸術アカデミーグランプリ 金賞

1999年
- 国際選抜ベストアーティスト賞展 国際選抜作家特別賞
- 第26回青枢展 会員特別賞
- 第８回日本文芸家クラブ大賞 特別大賞

2000年
- 第27回青枢展 青枢優秀賞

2004年
- 第31回青枢展 青枢大賞